# Les Vertes Années (film, 1965)
Pour les articles homonymes, voir Les Vertes Années.

Les Vertes Années (titre original : Zöldár) est un film hongrois réalisé par István Gaál en 1965.

## Synopsis
Années 1950 en Hongrie. Un jeune rural, venu en ville pour suivre des études, découvre l'univers d'une grande cité, Budapest. Perplexe et déçu, le jeune homme ne sait quelle voie choisir... Une chronique mélancolique des années difficiles de l'histoire hongroise.

## Fiche technique
- Titre original : Zöldár
- Titre français : Les Vertes Années
- Réalisation : István Gaál
- Scénario : Imre Gyöngyössy et I. Gaál
- Photographie : Miklós Herczenik, noir et blanc
- Musique : András Szöllösy
- Montage : I. Gaál
- Décors : Béla Zeichan
- Production : Mafilm, Studio 4, Budapest
- Durée : 110 min.
- Pays d'origine : Hongrie
- Année de réalisation : 1965
- Genre : Film dramatique

## Distribution
- Benedek Tóth : Martón Ostoros
- Gábor Koncz : Acs Láci
- Judit Meszléry : Eszter
- Virag Döry : Bori
- István Szilagyi : Jakab Nagy

## Commentaire
- Des Vertes Années d'István Gaál, Jacques Lourcelles dit qu'il s'agit d'« un conte naïf et presque fleur bleue bientôt envahi par le doute, les soupçons, un malaise ambigu qui se répand partout. » Il compare István Gaál à Paul Fejos, mais ce serait un compatriote, plutôt « torturé et empoisonné par la politique ».
- Au fond, comme le signale Yvette Biró, « l'époque de la méfiance des années 1950 (...) disloque l'amour du jeune héros, ses amitiés. » « Où est la voie de la fuite, où est la possibilité de retrouver son équilibre ? Avoir espoir en la paix tranquillisante de l'ancienne vie idyllique ? Il l'essaye, mais tout cela n'existe plus, même dans ses traces. La famille elle-même est tourmentée, incohérente, les contradictions s'y font aussi bien sentir que dans la ville, à Budapest », écrit-elle encore. Toutefois, notre héros « est peut-être plus pauvre de quelques illusions, mais peut-être son esprit de résolution est-il plus grand. » (Y. Biró : Unité de l'univers de István Gaál in: Études cinématographiques, octobre 1969).